# North Shore (Wirginia)
North Shore – jednostka osadnicza w Stanach Zjednoczonych, w stanie Wirginia, w hrabstwie Franklin.